# E-Prix di New York 2017
L'E-Prix di New York 2017 è stata la penultima prova del campionato di Formula E 2016-2017.

## Prima della gara

### Piloti
- Pierre Gasly sostituisce Buemi alla Renault-E.dams, impegnato nel WEC;
- Alex Lynn sostituisce Lopez alla Virgin.

## Risultati

### Gara 1

#### Qualifiche
| Pos.                        | No. | Driver                 | Team             | Time     | Gap     | Grid |
| --------------------------- | --- | ---------------------- | ---------------- | -------- | ------- | ---- |
| 1                           | 37  | Alex Lynn              | DS Virgin Racing | 1:03.296 | —       | 1    |
| 2                           | 66  | Daniel Abt             | Audi Sport ABT   | 1:03.534 | +0.238  | 2    |
| 3                           | 25  | Jean-Éric Vergne       | Techeetah        | 1:03.537 | +0.241  | 3    |
| 4                           | 2   | Sam Bird               | DS Virgin Racing | 1:03.557 | +0.261  | 4    |
| 5                           | 7   | Jerôme d'Ambrosio      | Dragon Racing    | 1:07.203 | +3.907  | 5    |
| 6                           | 23  | Nick Heidfeld          | Mahindra         | 1:03.193 | —       | 6    |
| 7                           | 3   | Nelson Piquet Jr.      | NextEV NIO       | 1:03.361 | +0.168  | 7    |
| 8                           | 88  | Oliver Turvey          | NextEV NIO       | 1:03.385 | +0.192  | 8    |
| 9                           | 8   | Nicolas Prost          | e.Dams-Renault   | 1:03.433 | +0.240  | 9    |
| 10                          | 11  | Lucas Di Grassi        | Audi Sport ABT   | 1:03.480 | +0.287  | 10   |
| 11                          | 33  | Stéphane Sarrazin      | Techeetah        | 1:03.508 | +0.315  | 11   |
| 12                          | 6   | Loïc Duval             | Dragon Racing    | 1:03.521 | +0.328  | 12   |
| 13                          | 47  | Adam Carroll           | Jaguar           | 1:03.555 | +0.362  | 13   |
| 14                          | 20  | Mitch Evans            | Jaguar           | 1:03.637 | +0.444  | 14   |
| 15                          | 4   | Tom Dillmann           | Venturi          | 1:03.795 | +0.602  | 15   |
| 16                          | 27  | Robin Frijns           | Andretti         | 1:03.830 | +0.637  | 16   |
| 17                          | 19  | Felix Rosenqvist       | Mahindra         | 1:04.300 | +1.107  | 17   |
| 18                          | 28  | António Félix da Costa | Andretti         | 1:04.585 | +1.392  | 18   |
| 19                          | 9   | Pierre Gasly           | e.Dams-Renault   | 1:04.936 | +1.743  | 19   |
| Tempo limite 110%: 1:08.087 |     |                        |                  |          |         |      |
| 20                          | 5   | Maro Engel             | Venturi          | 1:17.591 | +14.378 | 20   |
| Fonte:                      |     |                        |                  |          |         |      |

#### Gara
| Pos.   | No. | Pilota                 | Team             | Giri | Tempo/Ritiro                  | Griglia | Punti |
| ------ | --- | ---------------------- | ---------------- | ---- | ----------------------------- | ------- | ----- |
| 1      | 2   | Sam Bird               | DS Virgin Racing | 43   | 52:29.275                     | 4       | 25    |
| 2      | 25  | Jean-Éric Vergne       | Techeetah        | 43   | +1.354                        | 3       | 18    |
| 3      | 33  | Stéphane Sarrazin      | Techeetah        | 43   | +4.392                        | 11      | 15    |
| 4      | 11  | Lucas Di Grassi        | Audi Sport ABT   | 43   | +6.155                        | 10      | 12    |
| 5      | 6   | Loïc Duval             | Dragon           | 43   | +8.428                        | 12      | 10    |
| 6      | 88  | Oliver Turvey          | NextEV NIO       | 43   | +8.952                        | 8       | 8     |
| 7      | 9   | Pierre Gasly           | e.Dams-Renault   | 43   | +9.321                        | 19      | 6     |
| 8      | 8   | Nico Prost             | e.Dams-Renault   | 43   | +10.036                       | 9       | 4     |
| 9      | 27  | Robin Frijns           | Andretti         | 43   | +11.019                       | 16      | 2     |
| 10     | 47  | Adam Carroll           | Jaguar           | 43   | +12.073                       | 13      | 1     |
| 11     | 3   | Nelson Piquet Jr.      | NextEV NIO       | 43   | +12.977                       | 7       |       |
| 12     | 28  | António Félix da Costa | Andretti         | 43   | +13.341                       | 18      |       |
| 13     | 4   | Tom Dillmann           | Venturi          | 43   | +16.337                       | 15      |       |
| 14     | 66  | Daniel Abt             | Audi Sport ABT   | 42   | Batteria                      | 2       |       |
| 15     | 19  | Felix Rosenqvist       | Mahindra         | 42   | +1 giro                       | 17      |       |
| Rit    | 23  | Nick Heidfeld          | Mahindra         | 34   | Dado ruota                    | 6       |       |
| Rit    | 5   | Maro Engel             | Venturi          | 30   | Motore                        | 20      | 1     |
| Rit    | 37  | Alex Lynn              | DS Virgin Racing | 23   | Trasmissione                  | 1       | 3     |
| Rit    | 7   | Jérôme d'Ambrosio      | Dragon           | 22   | Pressione dell'olio dei freni | 5       |       |
| Rit    | 20  | Mitch Evans            | Jaguar           | 18   | Ruota                         | 14      |       |
| Fonte: |     |                        |                  |      |                               |         |       |

### Gara 2

#### Qualifiche
| Pos.   | No. | Pilota                 | Team             | Tempo    | Distacco | Griglia |
| ------ | --- | ---------------------- | ---------------- | -------- | -------- | ------- |
| 1      | 2   | Sam Bird               | DS Virgin Racing | 1:02.285 | —        | 1       |
| 2      | 19  | Felix Rosenqvist       | Mahindra         | 1:02.322 | +0.037   | 2       |
| 3      | 25  | Jean-Éric Vergne       | Techeetah        | 1:02.544 | +0.259   | 3       |
| 4      | 9   | Pierre Gasly           | e.Dams-Renault   | 1:03.173 | +0.888   | 4       |
| 5      | 23  | Nick Heidfeld          | Mahindra         | 1:03.210 | +0.925   | 5       |
| 6      | 5   | Maro Engel             | Venturi          | 1:02.579 | —        | 6       |
| 7      | 88  | Oliver Turvey          | NextEV NIO       | 1:02.583 | +0.004   | 7       |
| 8      | 66  | Daniel Abt             | Audi Sport ABT   | 1:02.688 | +0.109   | 8       |
| 9      | 11  | Lucas Di Grassi        | Audi Sport ABT   | 1:02.720 | +0.141   | 9       |
| 10     | 4   | Tom Dillmann           | Venturi          | 1:02.807 | +0.228   | 10      |
| 11     | 27  | Robin Frijns           | Andretti         | 1:02.820 | +0.241   | 19      |
| 12     | 33  | Stéphane Sarrazin      | Techeetah        | 1:02.853 | +0.274   | 11      |
| 13     | 20  | Mitch Evans            | Jaguar           | 1:02.868 | +0.289   | 12      |
| 14     | 7   | Jérôme d'Ambrosio      | Dragon           | 1:02.900 | +0.321   | 13      |
| 15     | 8   | Nicolas Prost          | e.Dams-Renault   | 1:03.038 | +0.459   | 14      |
| 16     | 3   | Nelson Piquet Jr.      | NextEV NIO       | 1:03.184 | +0.605   | 20      |
| 17     | 37  | Alex Lynn              | DS Virgin Racing | 1:03.225 | +0.645   | 15      |
| 18     | 28  | António Félix da Costa | Andretti-BMW     | 1:03.330 | +0.751   | 16      |
| 19     | 6   | Loïc Duval             | Dragon-Penske    | 1:03.547 | +0.968   | 17      |
| 20     | 47  | Adam Carroll           | Jaguar           | 1:03.594 | +1.015   | 18      |
| Fonte: |     |                        |                  |          |          |         |

#### Gara
| Pos.    | No. | Pilota                 | Team             | Giri | Tempo/Ritiro  | Griglia | Punti |
| ------- | --- | ---------------------- | ---------------- | ---- | ------------- | ------- | ----- |
| 1       | 2   | Sam Bird               | Virgin-Citröen   | 49   | 58:09.388     | 1       | 28    |
| 2       | 19  | Felix Rosenqvist       | Mahindra         | 49   | +11.381       | 2       | 18    |
| 3       | 23  | Nick Heidfeld          | Mahindra         | 49   | +12.319       | 5       | 15    |
| 4       | 9   | Pierre Gasly           | e.Dams-Renault   | 49   | +12.355       | 4       | 12    |
| 5       | 11  | Lucas Di Grassi        | Audi Sport ABT   | 49   | +23.451       | 9       | 10    |
| 6       | 8   | Nicolas Prost          | e.Dams-Renault   | 49   | +30.471       | 15      | 8     |
| 7       | 4   | Tom Dillmann           | Venturi          | 49   | +41.862       | 10      | 6     |
| 8       | 25  | Jean-Éric Vergne       | Techeetah        | 49   | +52.292       | 3       | 4     |
| 9       | 27  | Robin Frijns           | Andretti         | 49   | +60.475       | 19      | 2     |
| 10      | 7   | Jérôme d'Ambrosio      | Dragon           | 49   | +72.659       | 14      | 1     |
| 11      | 47  | Adam Carroll           | Jaguar           | 49   | +101.134      | 18      |       |
| 12      | 33  | Stéphane Sarrazin      | Techeetah        | 48   | Fine batteria | 11      |       |
| 13      | 6   | Loïc Duval             | Dragon           | 48   | Fine batteria | 17      |       |
| 14      | 88  | Oliver Turvey          | NextEV NIO       | 48   | +1 Giro       | 7       |       |
| 15      | 28  | António Félix da Costa | Andretti         | 48   | +1 Giro       | 16      |       |
| 16      | 3   | Nelson Piquet Jr.      | NextEV NIO       | 46   | Ritirato      | 20      |       |
| Rit     | 5   | Maro Engel             | Venturi          | 22   | Elettronica   | 6       |       |
| Rit     | 37  | Alex Lynn              | DS Virgin Racing | 19   | Cambio        | 15      |       |
| Rit     | 66  | Daniel Abt             | Audi Sport ABT   | 18   | Sospensione   | 8       | 1     |
| Rit     | 20  | Mitch Evans            | Jaguar           | 5    | Trasmissione  | 12      |       |
| Source: |     |                        |                  |      |               |         |       |

- Daniel Abt in gara 1 e Loic Duval, Stephane Sarrazin e Nelson Piquet Jr in gara 2 sono classificati anche se ritirati, per aver percorso più del 90% del totale di gara

## Classifiche

### Piloti
| +/– | Pos | Pilota           | Punti     |
| --- | --- | ---------------- | --------- |
|     | 1   | Sébastien Buemi  | 157       |
|     | 2   | Lucas Di Grassi  | 147 (−10) |
|     | 3   | Felix Rosenqvist | 104 (−53) |
| 1   | 4   | Sam Bird         | 100 (−57) |
| 1   | 5   | Nicolas Prost    | 84 (−73)  |

### Costruttori
| +/– | Pos | Team             | Punti      |
| --- | --- | ---------------- | ---------- |
|     | 1   | e.Dams-Renault   | 259        |
|     | 2   | Audi Sport ABT   | 194 (−65)  |
|     | 3   | Mahindra         | 182 (−77)  |
|     | 4   | DS Virgin Racing | 153 (−106) |
|     | 5   | Techeetah        | 94 (−165)  |

## Altre gare
- E-Prix di Berlino 2017
- E-Prix di Montréal 2017
- E-Prix di New York 2018